# Zeven miljoen moleculen
Zeven miljoen moleculen is een hoorspel van Manuel van Loggem. De NOS zond het uit op maandag 3 augustus 1970. De regisseur was Harry de Garde. De uitzending duurde 64 minuten.

## Rolbezetting
- Henk van Ulsen (Hiram)
- Jan Wegter (mannenstem reclame)
- Corry van der Linden (vrouwenstem reclame)
- Hans Karsenbarg (eerste stem, man)
- Jan Wegter (tweede stem, man)
- Hans Veerman (man in park)
- Hans Karsenbarg (barman)
- Eva Janssen (Mariët)
- Cees van Ooyen (neger)
- Paul Deen (Howard)

## Inhoud
Hiram voelt zich een eenzame verschoppeling in de maatschappij die alleen maar schijnt te kunnen bestaan met ondermaatse lectuur en reclame. Hij loopt het huis uit, doelloos, en wordt in het park geconfronteerd met een andere eenzame figuur, die zich eenzaam voelt door de uitbreiding van de techniek en de inkrimping van de menselijke mogelijkheden. Schijnbaar gelijkgestemde zielen. Hierna gaat Hiram naar een bar en ontmoet daar verschillende mensen, waaronder Mariët. Deze mensen zetten zich met de drank af tegen de - naar hun mening - reddeloos verloren wereld. Mariët onderneemt pogingen om Hiram te helpen. Haar soort hulp wordt echter door Hiram van de hand gewezen, maar hij gaat wel naar Howard toe, die hij ook in dezelfde bar heeft ontmoet, en spreekt met hem. Later ontmoet hij in het park weer dezelfde man als in het begin. Hiram blijkt veranderd. Heeft hij zich aangepast?